# Catherine Sauvage

Catherine Sauvage (1975)

Catherine Sauvage, nacida Marcelle Jeanine Saunier (Nancy, 26 de mayo de 1929 – Bry-sur-Marne, 20 de marzo de 1998), fue una cantante y actriz francesa.

## Primeros años
En 1940, Catherine Sauvage se mudó con su familia a Annecy. Desde la preparatoria ella perteneció al teatro, donde actuó bajo su verdadero nombre, Janine Saulnier. Después de estudiar, por ocho años, piano, canto y drama, conoció en 1950 a Léo Ferré, enamorándose de sus canciones. De él cantó, en 1952, Paris Canaille, que se convirtió en una sensación. En 1954, ganó el "Grand Prix du Disque", un famoso premio francés, por la canción L'Homme, de Ferré también. De tour en Canadá, conoció a Gilles Vigneault, quien escribió para ella Mon Pays, Le Corbeau, la Manikoutai.

## Carrera profesional
Al llegar a París, adopta el apellido Sauvage, tomado de un amigo de su infancia, y comienza a trabajar en varios de los cabarets de la ciudad. Conoce a Léo Ferré, a quien ayuda a atraer reconocimiento a su música: "Fue el encuentro de mi vida. Y como la felicidad nunca viene sola, como dicen, Jacques Canetti vino a escucharme una bella tarde, buscando artistas para el estudio en el que él era director artístico".
Jacques Canetti la contrató en 1953 y 1954 para trabajar en Les Trois Baudets: "Frecuenté ese cabaré de la calle Coustou por dos años. Después me presenté en el Olympia, y me dieron un gran premio por una de las canciones de Ferré, El hombre".

## Estilo
Ella siempre sobrepuso la poesía a la música. Léo Ferré y Gilles Vigneault dijeron considerar a Sauvage su mejor intérprete. Aragón, uno de sus poetas favoritos, escribiría de ella: "Y de pronto, con su voz, cual un regalo, toda palabra adquiere completo sentido".

## Discografía

### En studio
- 1961: Chansons de Louis Aragon
- 1964: Chansons d'amour et de tendresse, chansons des amours déchirantes
- 1966: Chansons françaises du Canada
- 1969: Le Miroir aux alouettes
- 1969: Chansons libertines
- 1970: Larguez les amarres
- 1971: Avec le temps
- 1992: Colette : Dialogues de bêtes

### Al público
- 1961: Chansons de coeur... chansons de tête
- 1968: Le Bonheur. Catherine Sauvage à Bobino 1968

- Datos: Q270269
- Multimedia: Catherine Sauvage / Q270269